# Man (historietista)
Manolo Carot González (Mollet del Vallès, Provincia de Barcelona, 1976), más conocido por su seudónimo Man, es un historietista español.

## Recorrido profesional
Su primera colaboración artística fue publicada en 1998. Consistió en la ilustración de naipes para el juego de cartas Take Your Daughter to the Slaughter, el engendro de la editorial barcelonesa Yggdrasil Jocs. Al año siguiente, en 1999, comenzó su colaboración con otra editorial de Barcelona, La Caja de Pandora, para la que ilustró todas las portadas de los números de la revista Líder publicados por dicha editorial (1999-2001) así como se encargó de las ilustraciones de los juegos de rol Aquelarre y Superhéroes Inc. A los trabajos efectuados para La Caja de Pandora siguieron los encargos de Ediciones La Cúpula, editorial con la que colaboró como portadista en la revista El Víbora y para la que dibujó series como Universitarias o Huesos y Tornillos en la revista Kiss Comix.
A lo largo de los últimos años ha mantenido una fluida relación creativa con el escritor Hernán Migoya junto a quien publicó tres obras: Kung Fu Kiyo, El hombre con miedo (ambas en Ediciones la Cúpula) y Ari (Ediciones Glénat). En 2007 fue a Francia para debutar con la novela gráfica Mía (donde Santi Navarro colabora en el guion), de la editorial Dargaud. Esta misma editorial le encargó la serie de cinco volúmenes Saltando al vacío. Su siguiente cómic es de nuevo con el escritor Hernán Migoya y compartiendo lápices con Rubén del Rincón, Lobos de Arga en Glénat. En el 2013 publica el álbum Le client con guion de Zidrou con la editorial Dargaud en Francia, un año después Norma Editorial se encarga de traerlo a España con el título El cliente. Lo próximo será el segundo volumen del cómic Millennium.

## Cómics
| Año     | Título                         | Guionista         | Publicación            | Editorial          | Premios                                        |
| ------- | ------------------------------ | ----------------- | ---------------------- | ------------------ | ---------------------------------------------- |
| 1999    | Fanhunter Adventures #3        | Cels Piñol        |                        | Planeta-DeAgostini |                                                |
| 2001    | El hombre con miedo            | Hernán Migoya     | Brut Comix (2 números) | La Cúpula          | Mejor guion en el Salón del Cómic de Barcelona |
| 2002-03 | Kung Fu Kiyo                   | Hernán Migoya     | Brut Comix (5 números) | La Cúpula          |                                                |
| 2004-05 | Ari, la salvadora del universo | Hernán Migoya     | 2 álbumes              | Glénat España      |                                                |
| 2006    | Mía                            | Man+Santi Navarro |                        | Glénat España      |                                                |
| 2007-09 | Saltando al vacío              | Man               | PopCorn (5 números)    | Glénat España      |                                                |
| 2008    | Universitarias                 | Man               |                        | La Cúpula          |                                                |
| 2008-09 | Huesos y tornillos             | Man               |                        | La Cúpula          |                                                |
| 2010    | Historias increíbles           | Man               |                        | La Cúpula          |                                                |
| 2010    | Lobos de Arga                  | Hernán Migoya     |                        | Glénat España      |                                                |
| 2012    | Universitarias A new life      | Man               |                        | La Cúpula          |                                                |
| 2014    | El cliente                     | Zidrou            |                        | Norma Editorial    |                                                |